# Mensignac
Mensignac – miejscowość i gmina we Francji, w regionie Nowa Akwitania, w departamencie Dordogne.
Według danych na rok 1990 gminę zamieszkiwało 1127 osób, a gęstość zaludnienia wynosiła 43 osób/km² (wśród 2290 gmin Akwitanii Mensignac plasuje się na 383. miejscu pod względem liczby ludności, natomiast pod względem powierzchni na miejscu 346.).